# Эйтораи
Эйтораи (порт. Heitoraí)  —  муниципалитет в Бразилии, входит в штат Гояс. Составная часть мезорегиона Центр штата Гойас. Входит в экономико-статистический  микрорегион Анаполис. Население составляет 3758 человек на 2006 год. Занимает площадь 229,666 км². Плотность населения — 16,4 чел./км².

## Статистика
- Валовой внутренний продукт на 2003 год составляет 15 264 515,00 реалов (данные: Бразильский институт географии и статистики).
- Валовой внутренний продукт на душу населения на 2003 год составляет 4222,55 реалов (данные: Бразильский институт географии и статистики).
- Индекс развития человеческого потенциала на 2000 год составляет 0,744 (данные: Программа развития ООН).